# Островський Йосип Володимирович
Йосип Володимирович Островський (нар. 6 квітня 1934, Дніпропетровськ - пом. 29 листопада 2020, Анкара) — радянський, український математик, фахівець в області теорії функцій та теорії ймовірності, доктор фізико-математичних наук (1965), член-кореспондент НАН України (1978). Лауреат Державної премії України в галузі науки і техніки (1992). 

## Життєпис
Йосип Володимирович Островський народився 6 квітня 1934 року у Дніпропетровську.
У 1951 році поступив до фізико-математичного факультету Харківського державного університету.
Після закінчення університету у 1956 році поступив у аспірантуру, де його керівником був Борис Якович Левін.
У 1959 році захистив кандидатську дисертацію Зв'язок між ростом мероморфної функції та розподіленням її значень за аргументами.
У 1965 році захистив докторську дисертацію Асимптотичні властивості цілих та мероморфних функцій та деякі їх застосування.
З 1958 по 1985 роки працював у Харківському державному університеті, з 1969 року як завідувач кафедри теорії функцій.
З 1986 по 2001 роки керував  відділом теорії функцій у Фізико-технічному інституті низьких температур імені Б. І. Вєркіна.
З 1993 по 2010 року професор Білкентського університету (Анкара, Туреччина).

У 1978 році Й.В. Островського було обрано членом кореспондентом АН УРСР (зараз НАН України).

## Нагороди
У 1992 році отримав Державну премію України в галузі науки і техніки  за цикл праць «Дослідження по цілих та мероморфних функціях» (спільно с Б. Я. Левіним 
та А. А. Гольдбергом).

## Наукова діяльність
Основні наукові результати Й.В. Островського відносяться до теорії цілих та мероморфних функцій та її застосування у теорії ймовірності, спектральної теорії диференціальних операторів та гармонійному аналізу.